# Мидема, Вивианне
Анна Маргарита Марина Астрид Мидема (нидерл. Anna Margaretha Marina Astrid Miedema, нидерландское произношение: [ˈɑnaː mɑrɣaːˈreːtaː maːˈrinaː ˈʔɑstrɪt ˈmidəmaː]; род. 15 июля 1996, Хогевен, Дренте), более известная как Вивиа́нне Ми́дема (нидерл. Vivianne Miedema, нидерландское произношение: [viviˈjɑnə ˈmidəmaː] — нидерландская футболистка, нападающая английского клуба «Манчестер Сити» и сборной Нидерландов, чемпионка Европы 2017 года и вице-чемпионка мира 2019 года. Является лучшим бомбардиром в истории сборной Нидерландов (96 голов).

## Карьера
Дебютировала в основном составе «Херенвена» в 15 лет, став самой молодой футболисткой в истории чемпионата Нидерландов. В сезоне 2013/14 стала лучшим бомбардиром Лиги БеНе, забив 39 мячей.
В июне 2014 года подписала контракт с мюнхенской «Баварией». В сезоне 2014/15 регулярно выходила в основном составе команды, прошедшей сезон без поражений и выигравшей первый чемпионский титул с 1976 года.
В мае 2017 года подписала контракт с лондонским «Арсеналом».
В мае 2024 было объявлено, что по окончании сезона Вивианне покинет лондонский «Арсенал».
5 июля 2024 года было объявлено, что Мидема подпишет трёхлетний контракт с клубом «Манчестер Сити».

## Сборная
В сентябре 2013 дебютировала в составе сборной Нидерландов в матче против Албании.
В 2014 году стала лучшим игроком и бомбардиром чемпионата Европы среди девушек до 19 лет.
В отборочном турнире к ЧМ-2015 забила 16 мячей, став лучшим снайпером турнира. Вошла в состав сборной на дебютный для Нидерландов чемпионат мира.
На чемпионате Европы 2017 забила четыре мяча, в том числе два в ворота Дании в финале.
На чемпионате мира 2019 года, который проходил в июне во Франции, Вивианне во втором матче сборной Нидерландов против Камеруна забила два мяча на 41-й и 85-й минуте и помогла своей команде победить со счётом 3:1. Её гол в четвертьфинале против сборной Италии позволил команде одержать победу 2:0 и выйти в полуфинал.

## Достижения

### Клуб
Бавария:
- Чемпионка Германии: 2014/15, 2015/16

Арсенал:
- Чемпионка Англии: 2018/19

### Сборная
Нидерланды:
- Победительница чемпионата Европы среди девушек до 19 лет: 2014
- Победительница чемпионата Европы: 2017

### Личные
- Золотой игрок чемпионата УЕФА среди женщин до 19 лет: 2014
- Лучший бомбардир чемпионата УЕФА среди женщин до 19 лет: 2014
- Лучший бомбардир Лиги Бене: 2013-14
- Лучший бомбардир женской Лиги чемпионов УЕФА: 2016-17, 2019-20
- Серебряная бутса женского чемпионата УЕФА: 2017
- Футболистка года по версии BBC среди женщин : 2021
- Женская сборная мира IFFHS: 2020
- Игрок года среди женщин по версии PFA: 2018-19
- Золотая бутса женской Суперлиги Англии: 2018-19 , 2019-20
- Футболист года среди женщин по версии FWA: 2019-20
- Игрок года среди женщин по версии London Football Awards: 2018-19, 2019-20
- Игрок года Ассоциации футбольных болельщиков: 2019, 2020, 2021
- Игрок года по версии WSL PFA по версии фанатов: 2019-20
- Команда года по версии PFA: 2018-19, 2019-20, 2021-22
- Игрок месяца женской Суперлиги Англии: октябрь 2018 г., декабрь 2019 г., октябрь 2020 г.
- Гол месяца в женской Суперлиге Англии: декабрь 2022 г.
- Лучший игрок сезона «Арсенала»: 2019-20

## Личная жизнь

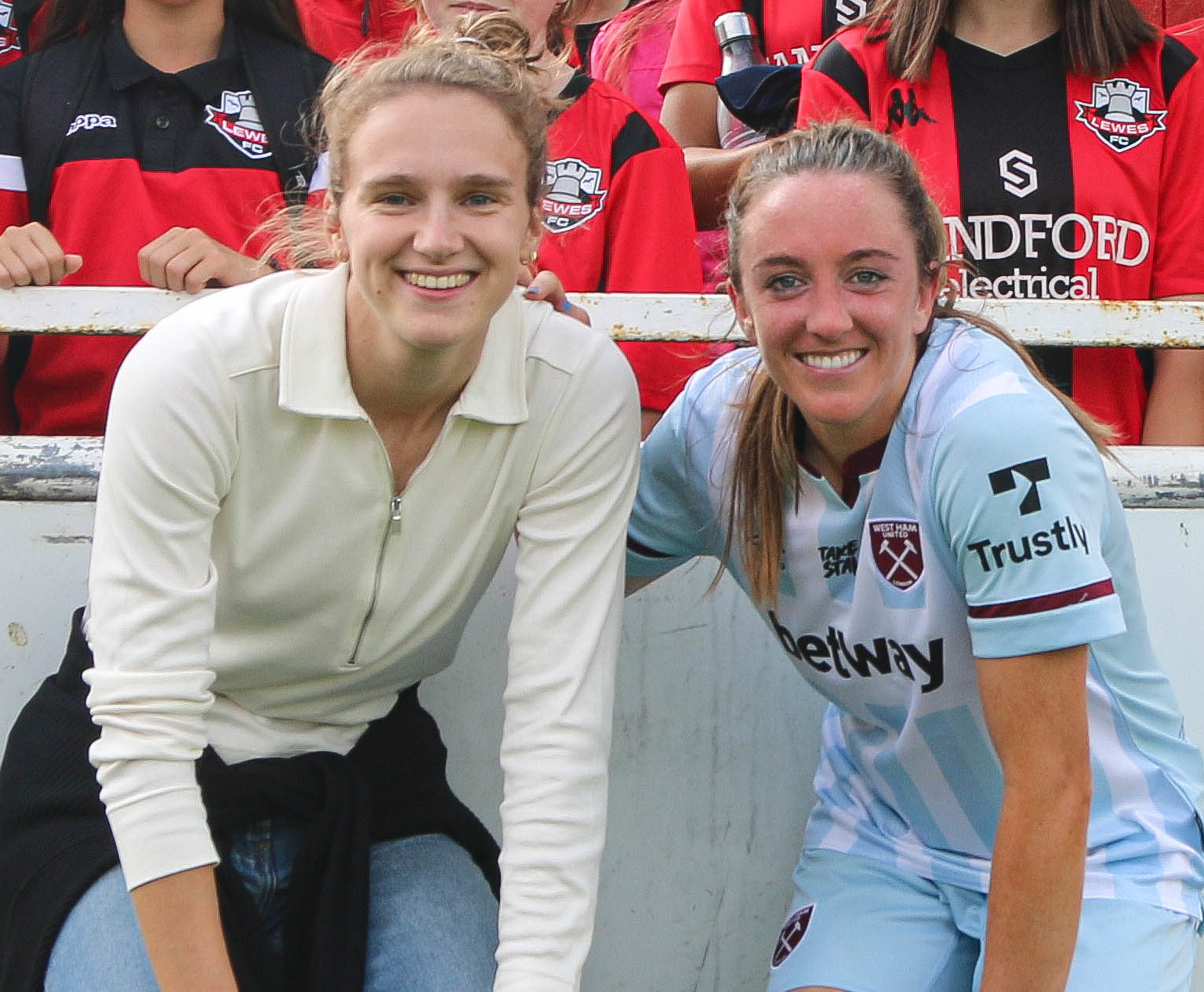
Мидема (слева) с Эванс в 2021 году

В детстве болела за «Фейеноорд» и старалась подражать манере игры Робина ван Перси. Во время выступлений за «Баварию» удостаивалась сравнения с Арьеном Роббеном.
Мидема живёт к северу от Лондона со своей девушкой, футболисткой «Вест Хэм Юнайтед» и сборной Шотландии Лизой Эванс.
Её младший брат Ларс также является футболистом.